# Rémbo fia
A Rémbo fia (eredeti cím: Son of Rambow) 2007-es filmvígjáték, amelyet Garth Jennings írt és rendezett, és amelyet a Rambo – Első vér című film ihletett.
A filmet 2007. január 22-én mutatták be a Sundance Filmfesztiválon. Később bemutatták a Newport Beach-i Filmfesztiválon, a Seattle-i Nemzetközi Filmfesztiválon, a Torontói Nemzetközi Filmfesztiválon és a Glasgow-i Filmfesztiválon. A filmet az 51. BFI Londoni Filmfesztiválon is bemutatták. A Rémbo fia 2008. április 4-én került a mozikba az Egyesült Királyságban, az Egyesült Államokban pedig 2008. május 2-án, korlátozott számban.

## Szereplők
- Bill Milner: Will Proudfoot
- Will Poulter: Lee Carter
- Neil Dudgeon: Joshua
- Adam Godley: vezető
- Jessica Hynes: Mary Proudfoot
- Imogen Aboud: Mary fiatalon
- Anna Wing: nagymama
- Charlie Thrift: Duncan Miller
- Zofia Brooks: Tina
- Tallulah Evans: Jess Proudfoot
- Jules Sitruk: Didier Revol
- Ed Westwick: Lawrence Carter
- Eric Sykes: Frank
- Asa Butterfield: fiú
- Adam Buxton: kémiatanár
- Paul Ritter: földrajztanár
- Edgar Wright: a metaliskola tanára
- Chris Miles: statiszta

## Médiakiadás
A Rémbo fia 2008. augusztus 11-én jelent meg DVD-n és Blu-ray lemezen az Egyesült Királyságban, 2008. augusztus 26-án pedig DVD-n az Egyesült Államokban.